# Эластико
«Эластико» — российский художественный кинофильм в жанре криминальной мелодрамы режиссёра Михаила Расходникова. Премьера фильма в России состоялась 24 ноября 2016 года.

## Сюжет
Матвей, простой парень «из района», увлекается футболом и любит Дашу. Кроме футбола ему приходится заниматься не совсем законными делами, в которые его втягивает друг детства, Каша. На любовном фронте ему предстоит сразиться с одноклассником Даши, Вадимом, более уверенным и обеспеченным.

## В ролях
- Дмитрий Власкин — Матвей Кузьмин
- Ирина Антоненко — Даша Разбегаева
- Алексей Маклаков — Николай Петрович, тренер «Ракеты»
- Александр Фролов — Каша, бандит
- Владимир Епифанцев — Гена, тренер «Спартака»
- Никита Волков — Вадим
- Никита Павленко — Комар

## Съемочная группа
- Авторы сценария — Жаргал Бадмацыренов, Евгений Замалиев, Александр Кузьминов
- Режиссёр-постановщик — Михаил Расходников
- Оператор-постановщик — Фёдор Стручев

## Производство
Фильм является дебютной режиссёрской работой режиссёра Михаила Расходникова. Также это третья совместная работа сценаристов Жаргала Бадмацыренова, Евгения Замалиева и Александра Кузьминова после фильмов «Решала» и «Чайник». Съёмки проходили в Бурятии и Москве. Бюджет картины оценивается в 15 млн рублей.

## Награды и номинации
- 2017 — Кинофестиваль «Киношок»[3]:
  - приз имени А. Княжинского за лучшую операторскую работу — Фёдору Стручеву
  - приз за лучшую мужскую роль — Дмитрию Власкину

## Маркетинг
Тизер появился в сети 27 сентября 2016 года. Трейлеры — 7 октября, 24 ноября 2016 года.